# Redmond West
Redmond West ist ein Ort im australischen Bundesstaat Western Australia. Er liegt etwa 30 Kilometer nordwestlich von Albany. Der Ort befindet sich im traditionellen Siedlungsgebiet des Aborigines-Stamms der Mineng.

## Geografie
Südlich des Ortes liegen Youngs Siding und Torbay, westlich Mount Lindesay und Hay, nördlich Narrikup und östlich Redmond. 
Um Redmond West liegen außerdem die Naturschutzgebiete State Forest No. 64 und das Blue Gum Creek Nature Reserve und der Fluss Mitchell River.

## Bevölkerung
Der Ort Redmond West hatte 2016 eine Bevölkerung von 72 Menschen, davon 53,4 % männlich und 46,6 % weiblich.
Das durchschnittliche Alter in Redmond West liegt bei 38 Jahren, genau auf dem australischen Durchschnitt von 38 Jahren.